# 蘆原消防署
蘆原消防署（ノウォンしょうぼうしょ）はソウル消防災難本部所属の消防署である。

## 管轄区域
- 蘆原区

## 沿革
- 1994年4月23日 - 道峰消防署（2派出所）、東大門消防署（1派出所）から分離して設置。管轄区域は蘆原区と中浪区のうち上鳳洞、中和洞、墨洞
- 2000年2月11日  - 中浪消防署開設に伴い、中浪区内の管轄を移管。管轄区域が蘆原区のみになる。

## 119安全センター
| 119安全センター     | 住所                        | 管轄区域                                                 |
| ------------------- | --------------------------- | -------------------------------------------------------- |
| 下渓119安全センター | 蘆原区ハングル碑石路1ギル38 | 蘆原区のうち下渓1、2洞、中渓本洞、中渓2、3洞、上渓6、7洞 |
| 上渓119安全センター | 蘆原区蘆原路26ギル111       | 蘆原区のうち上渓2-5洞、中渓1、4洞                        |
| 月渓119安全センター | 蘆原区月渓路323             | 蘆原区のうち月渓1-4洞                                    |
| 孔陵119安全センター | 蘆原区花郎路482             | 蘆原区のうち孔陵1-3洞                                    |
| 水落119安全センター | 蘆原区トンイル路1694        | 蘆原区のうち上渓1、8、9、10洞                            |